# Festival de Eurovisión de Jóvenes Músicos 2002
La XI edición del Festival de Eurovisión de Jóvenes Músicos se celebró en el Konzerthaus de Berlín (Alemania) el 19 de junio de 2002.
De 20 países interesados en competir en esta edición del certamen, 7 consiguieron ser seleccionados por el grupo de expertos para participar en la final televisada.
Dalibor Karvay, de Austria consiguió la victoria tocando el violín.

## Ronda preliminar
| - Bélgica - Chipre - Croacia - Dinamarca - España - Estonia - Finlandia - Francia - Hungría |  | - Irlanda - Italia - Letonia - Noruega - Países Bajos - Rumania - Rusia - Suecia - Suiza |  |

## Participantes y Clasificación
| Posición | País y TV          | Representante      | Instrumento |
| -------- | ------------------ | ------------------ | ----------- |
| 1        | Austria ORF        | Dalibor Karvay     | Violín      |
| 2        | Reino Unido BBC    | Sarah Williamson   | Clarinete   |
| 3        | Eslovenia RTVSLO   | Karmen Pecar       | Violonchelo |
| -        | República Checa ČT | Jakub Tylman       | Violonchelo |
| -        | Alemania ZDF       | Alina Pogostkin    | Violín      |
| -        | Grecia ERT         | Theodore Milkov    | Percusión   |
| -        | Polonia TVP        | Piotr Jasiurkowski | Violín      |

## Predecesor y sucesor
| Predecesor: Bergen 2000 | Festival de Eurovisión de Jóvenes Músicos Berlín 2002 | Sucesor: Lucerna 2004 |